# 노이만풀밭쥐
노이만풀밭쥐(Arvicanthis neumanni)는 쥐과에 속하는 설치류의 일종이다. 에티오피아와 소말리아, 수단, 탄자니아에서 발견되며, 케냐에서도 서식하는 것으로 추정하고 있다. 자연 서식지는 건조 사바나 지역과 아열대 또는 열대 기후 지역의 건조 관목 지대이다.